# The Grass Is Green
The Grass Is Green – piąty singel kanadyjskiej piosenkarki Nelly Furtado, promujący jej drugi album studyjny "Folklore". Piosenka została napisana przez Nelly Furtado i Mike'a Elizondo, a wydana została 28 lutego 2005. Nie nakręcono teledysku do tego wydania. Mimo że piosenka nie została wydana jako singel nigdzie, poza Niemcami (gdzie najwyższym miejscem singla było 65), została osobno pochwalona jako osobliwa.

## Lista utworów

### CD Single
1. "The Grass Is Green" (Radio Edit) - 3:50
2. "Party" (Reprise) - 4:52
3. "My Love Goes Deeper" (Non LP Version) - 4:54